# Anne of Green Gables (1985)
Anne of Green Gables é um telefilme juvenil do Canadá de 1985 realizado por Kevin Sullivan.

## Resumo
Adaptação cinematográfica do clássico livro infantil. Revivemos a aventura de Anne Shirley, a partir do momento em que ela vem viver com o camponês solteiro Matt Cuthbert e a sua irmã Marilla, até ao desabrochar do seu amor por Gilbert Blythe.
Apresentado em duas partes: Anne of Green Gables: A New Home e Anne of Green Gables: A Bend in the Road. Continuação: Anne of Avonlea.

## Elenco
- Megan Follows
- Colleen Dewhurst
- Patricia Hamilton
- Marilyn Lightstone
- Charmion King
- Rosemary Radcliffe
- Jackie Burroughs
- Richard Farnsworth